# 吉田俊彦
吉田 俊彦（よしだ としひこ、1976年6月24日 - ）は、日本のパフォーマンスアーティスト、モデル、MC、演出プロデューサー、講師。元オフィスノアール所属。Creative Entertainment Produce設立者。
ダンス歴37年・芸歴25年。

## 人物
福岡県宗像市出身。
明るい性格で運動が得意。学生時代は陸上部に所属。国内外のフルマラソンやトレイルランニングの大会にも出場している。
趣味は料理、学生時代に寿司屋で調理のアルバイトをし、和食料理が得意。外国語学校の出身で、語学も堪能。

## 来歴
小学6年・中学1年頃から本格的にダンスを始め、徐々にショービジネスの世界に興味を持ち始める。
1998年に、QP・貞・トシヒコの3人でパフォーマンスユニットElectro-musique Fusion（エレクトロ・ミュージック・フュージョン）を結成、様々なイベント等に出演。
2000年テレビ東京ダンス番組RAVE2001出演をきっかけに、福岡のモデル事務所・オフィスノアールにスカウトされ、モデル業も始める。
2004年からソロ活動を開始。
国内・海外などでもパフォーマンス公演やライブを実施。
2006年からTV等のメディアにも進出し、ダンスや体操系キャラでタレント活動。
各地のブライダルショーやフェア・披露宴等のプロデュース業も実施。
2014～2022年、9年間福岡ソフトバンクホークスの公式パフォーマー兼MC＜トッシー兄さん＞として活動
ホークスパフォーマンスチーム全体の指導者も兼任し、エンタメ精神を注入し礎を築く。
2023年～　各地のパフォーマンスフェスティバル・イベント・婚礼・お祭り等に出演中！

## 主な出演

### 番組
- 2006～2007年スペースワールドTV番組（あそラキ＋プラス）トシ兄さんとして出演
- 2007～2008年TNCももち浜ストア（体操王子）として出演
- 2007～2008年ネットTV 福田健次アワー・スポーツバラエティー （これでよかろうもん）パーソナリティー。
- その他：テレビ東京Rave2001・TNCグルニエ少年少女・FBSめんたいワイド・RKBピーチーズのお気に入り 他多数

### ショー・ライブ
- EMFパフォーマンスライブ（NY/LA/Las vegas/マカオ/香港/上海/南京/北京/釜山/台北/ドバイ）
- スペースワールドカウントダウンショー
- 博多リバレインカウントダウンショー
- 高級車＜マセラティ＞レセプション
- アジアコレクション福岡
- Tricolore collection
- Rococo collection
- 中央中学校 芸術鑑賞会 EMF90分ソロ公演
- 城山中学校 芸術鑑賞会 EMF90分ソロ公演　他多数

### 雑誌
- Fashion Style Magazine < THE HoUSE >
- 九州版ゼクシィ
- 中国版ゼクシィ
- メロン
- シティ情報ふくおか　他多数

### CM
- 金子真珠
- スロットDREAM
- 三井グリーンランド
- 新栄住宅＜アンピールマンション＞
- 第一ホーム株式会社
- NTT docomo
- ルミエール
- 田川フィルムコミッション